# Franchise (sport)
Pour les articles homonymes, voir Franchise.
Une franchise est une équipe sportive admise dans une ligue professionnelle par achat d'une franchise, par opposition au système de promotion et relégation des clubs.
Les ligues professionnelles d'Amérique du Nord utilisent généralement le principe de franchise, tandis que le sport européen, africain ou sud-américain préfère le modèle de club promu ou relégué.
Parfois, comme dans le cas de la Super League de rugby à XIII en Grande-Bretagne,  on peut avoir un système mixte, une ligue d'équipes franchisées mais avec un mécanisme de promotion et de relégation qui n'est pas totalement exclu. Il ne concerne alors que la dernière place du championnat. Il correspond alors à une priorité d'achat de la franchise,  accordée à l'équipe promue, issue de la division inférieure. 

## Déménagement de franchise
Une autre différence majeure avec un club concerne la possibilité pour une franchise d'être transférée dans une autre ville. Le transfert de franchise le plus emblématique fut celui de l'équipe de baseball des Dodgers de Brooklyn (MLB) à Los Angeles en 1958 après 68 saisons passées à Brooklyn. Contrairement à toutes les autres franchises du sport professionnel nord-américain, personne ne « possède » les Packers de Green Bay (NFL); c'est presque un « club » dans le sens européen du terme. Ceci fait suite à l'achat par les fans des actions du club dès 1923 afin d'éviter tout transfert dans une autre ville. Sans cette action, une ville comme Green Bay aurait connu les pires difficultés pour conserver son équipe.

## Ligues professionnelles utilisant le principe de franchise

### Amérique du Nord
- Ligue majeure de baseball (MLB)
- Ligue majeure de soccer (MLS) (football)
- National Basketball Association (NBA)
- Women's National Basketball Association (WNBA)
- National Football League (NFL) (football américain)
- Ligue canadienne de football (LCF ou CFL) (football canadien)
- Ligue nationale de hockey (LNH ou NHL) (hockey sur glace)
- Ligue américaine de hockey (LAH) (hockey sur glace)
- Ligue nord-américaine de hockey (LNAH) (hockey sur glace)
- Ligue centrale de hockey (hockey sur glace)
- East Coast Hockey League (hockey sur glace)
- National Women's Soccer League (football féminin)
- Call of Duty League (sport électronique - Call of Duty)

### Europe
- Pro14 (rugby à XV, Écosse, Irlande, Italie, Pays de Galles)
- Elite Ice Hockey League (hockey sur glace, Royaume-Uni)
- Ligue continentale de hockey (hockey sur glace, Russie, Biélorussie, Croatie, Kazakhstan, Lettonie, République tchèque, Slovaquie, Ukraine, Finlande)
- NFL Europe[4] (football américain, de 1991 à 2008)
- European Football League (football américain, de 1986 à 2018)
- European League of Football (football américain)
- Super League (rugby à XIII, Angleterre, pays de Galles, France)
- France Rugby League (rugby à XIII, France)

### Hémisphère sud
- Super Rugby (rugby à XV, Australie, Nouvelle-Zélande, Fiji)
- National Rugby League (rugby à XIII, Australie, Nouvelle-Zélande)

### Australie
- Australian Football League (football australien)
- Australian Rugby Championship (rugby à XV, 2007)
- National Rugby Championship (rugby à XV, 2014 à présent)
- National Basketball League (basket-ball)
- A-League (football)

### Inde
- Indian Cricket League (ICL) (cricket)
- Indian Premier League (IPL) (cricket)
- Indian Super League (ISL) (football)

### Japon
- Nippon Professional Baseball (NPB) (baseball)
- F. League (futsal)